# Черняк, Арон Яковлевич
Арон Яковлевич Черняк (1921, Смоленск, Смоленская губерния, РСФСР — 10 июня 2015) — советский историк и книговед, доктор филологических наук (1978), профессор (1979), участник ВОВ.

## Биография
Родился 21 июня 1921 года в Смоленске. В 1944 году поступил в Московский областной педагогический институт имени Крупской, который он окончил в 1949 году. С 1949 по 1956 год работал учителем истории в средней школы Москвы. В 1956 году был принят на работу в ГБЛ, где он отработал вплоть до 1962 года. В 1962 году был принят на работу в МГИК, где занимал должность доцента, а также заведовал кафедрой книговедения. В 1990 году эмигрировал в Израиль.
Скончался 10 июня 2015 года.

## Научные работы
Основные научные работы посвящены книговедению. Автор ряда научных работ.